# Ascension
Otok Ascension je osamljen vulkanski otok v Južnem Atlantskem oceanu 7° 56' južno od ekvatorja. Nahaja se 1.600 km od obale Afrike in 2.250 km od obale Brazilija. Spada pod britansko čezmorsko ozemlje Sveta Helena, Ascension in Tristan da Cunha. Upravni otok Sv. Helena je od otoka Ascension oddaljena okoli 1.300 km južno, otočje Tristan da Cunha pa 3.730 km južno.
Otok je bil poimenovan po dnevu odkritja, ki se je zgodil na dan gospodovega vnebohoda (Ascension Day) leta 1501. Zaradi svoje strateške lege sredi Južnega Atlantika je dolga stoletja nudil zavetje pomorščakom na poti med Evropo in Azijo kasneje pa letalom na poti proti jugu in prečkanju Južnega Atlantika. Med drugo svetovno vojno je na njem delovala pomembna letalska baza britanskih in ameriških oboroženih sil v boju proti nemškim podmornicam. Otok je bil trajno nenaseljen 22. oktobra 1815 ko je britanska vojska tam namestila svojo garnizijo otok pa razglasila za britansko last.
Danes na otoku deluje letalska baza RAF, sledilna postaja Evropske vesolje agencije, britansko-ameriška postaja za elektronsko vohunjene in radiorelejna postaja BBC. Britanska vojska je otok uporabljala med falklandsko vojno leta 1982. Na otoku se nahajajo še antene za nadzor sistema NAVSTAR GPS, NASA pa ima tam nameščen teleskop za iskanje vesoljskih odpadkov.

## Zgodovina

### Odkritje
Otok je leta 1501 na dan gospodovega vnebohoda (21. maj 1501) odkril portugalski navigator Afonso de Albuquerque in ga poimenoval Ilha da Ascensão. Zaradi suhe in puste pokrajine na pomorščake ni naredil dobrega vtisa zato ga niso razglasili za portugalsko ozemlje. Pomorščaki so se na otoku lahko oskrbeli s svežim mesom otoških ptic, in želv ki so na plažah valila jajca. Kasneje pa so Portugalci na otok naselili še koze.
Februarja 1701 se je v zalivu Clarence na severozahodnem koncu otoka potopila bojna ladja HMS Roebuck pod poveljstvom Williama Dampiera. Šest mornarjev je na otoku preživelo dva meseca preden so jih rešili. Po nekaj dneh iskanja so v notranjosti otoka našli izvir, ki se danes imenuje Breakneck Valley (nižje na gori se nahaja manjši izvir, ki se ga imenovali Dampier's Drip verjetno po napačno razumljeni zgodbi brodolomcev.
Obstaja možnost, da so otok uporabljali kot odprti zapor za pomorščake, čeprav obstaja samo en tak zabeležen primer. Maja 1725 so na obalo v zalivu Clarence izkrcali nizozemskega častnika Leenderta Hasenboscha obtoženega sodomije. Naslednje leto, januarja 1726, so britanski pomorščaki našli njegov šotor, dnevnik in osebne predmete. Njegovih ostankov niso našli. Njegov dnevnik so prevedli in objavili v Londonu istega leta pod naslovom Sodomy Punish'd (Kazen za sodomijo).

### Prvi naseljenci
Prvi naseljenci na otoku so bili britanski vojaki, ki so jih tja namestili iz varnostnih razlogov, po tem ko so na otok Sv. Helena izgnali Napoleona. S tem so želeli preprečiti, da bi otok uporabili pri poizkusu njegovega reševanja. Vojaki pod poveljstvom polkovnika Edwarda Nicollsa so na otok prišli 22. oktobra 1815 na ladjah Zenobia in Peruvian ter kmalu zatem otok razglasili za britansko last. Britanska kraljeva mornarica je otok razglasila za kamnito fregato HMS Ascension.
Zaradi svoje lokacije je bil otok zelo uporaben kot vmesna postaja za ladje, ki so plule proti Aziji in Južni Ameriki in nazaj. Britanska kraljeva mornarica je otok uporabljala kot pomorsko oporišče in oskrbovalno postajo še posebej za zahodno afriško floto, ki je delovala proti trgovcem s sužnji. Od leta 1823 so na otoku nameščeni kraljevi marinci.

### Botanika
Charles Darwin je otok obiskal na drugi vožnji ladje HMS Beagle leta 1836. Otok je opisal kot otok brez dreves kjer ob obali nič ne raste. Redka vegetacija pa omogoča življenje le ovcam, kozam, nekaj kravam in konjem, pegatkam, mišim, podganam in rakom. Strinjal se je z rekom ki je veljal za ljudi iz Sv. Helene >>Vemo, da živimo na skali vendar revni ljudje na Ascensionu živijo na pepelu.<< Opazil je koliko časa in skrbi ljudje posvečajo vzdrževanju hiš, vrtov in cistern. Z vodnim izvirom so ravnali izredno previdno tako, da se ni izgubila niti ena kaplja dragocene vode. Upravljanje otoka je bilo podobno ladji kjer je vse moralo delovati v najboljšem redu.
Leta 1843 je otok obiskal botanik in raziskovalec Joseph Dalton Hooker. Štiri leta kasneje je Hooker, na pobudo Darwina, svetoval Britanski kraljevi mornarici, da bi lahko z zasaditvijo dreves otok ozelenili. Drevesa bi iz vlažnega atlantskega zraka posrkala vlago in izboljšala prst s tem pa bi pust otok spremenila v zeleni vrt. Ozelenitev otoka bi potekala s pomočjo Botaničnega vrta Kew. Od leta 1850 so začele na otok prihajati ladje z rastlinami iz botaničnih vrtov Argentine, Evrope in Južne Afrike. Konec sedemdesetih let 19. stoletja so na otoku že rastle norfolška smreka, evkalipt, bambus in bananovec, ki so prekrivale najvišji vrh otoka na novo poimenovan Zelena gora (Green Mountain) in tako ustvarile megleni gozd.

### Prva vlada
Leta 1899 je Vzhodna telegrafska družba do otoka položila podvodni telegrafski kabel in tako povezala Veliko Britanijo z Južno Afriko. Leta 1922 je otok postal odvisno ozemlje Sv. Helene. Do leta 1964 je z otokom upravljala Vzhodna telegrafska družba neto pa je britanska vlada imenovala administratorja otoka, ki predstavlja guvernerja ozemlja Sv. Helena in Ascension.

### Vojno obdobje
Med drugo svetovno vojno so ZDA na otoku zgradile letalsko bazo poimenovano Wideawake (ime je dobila po bližnji koloniji ptičev, ki so ji domačini pravili wideawake zaradi njihovega neprestanega oglašanja) iz katere so izvajale obsežne protipodmorniške operacije. Letalsko bazo so zgradili ameriški vojaki 38. bojnega inženirskega bataljona. Prvi pristanek na nedokončani letalski stezi sta, 15. junija 1942, izvedli dve britanski letali Fairey Swordfish na katera so pomotoma streljali preden so ju prepoznali kot zavezniški letali. Dogodek so počastili z natisom poštne znamke 15. junija 1982.
Američani so letališče uporabljali tudi kot vmesno postajo za letala pri prečkanju Atlantika na poti v Evropo in Afriko. Letala z otoka so bila 12. septembra 1942 vpletene v incident z ladjo RMS Laconia potem ko je to potopila nemška podmornica U-156. Posadka podmornice je želela pomagati brodolomcem medtem pa so jo napadla zavezniška letala. Zaradi napada in prepoznega reševanja je umrlo več kot polovica potnikov na ladji. Po vojni je ameriška vojska zapustila letalsko bazo zato je ta začela propadati.
Do edinega spopada na otoku je prišlo 9. decembra 1941, ko se je sredi poldneva Georgetownu približala nemška podmornica U-124 z namenom, da potopi tam zasidrana plovila in obstreljuje bojne položaje na otoku. Podmornico so začeli obstreljevati s topovi iz utrdbe Fort Bedford na hribu Cross Hill. Podmornice niso zadeli, ta se je potopila in umaknila. Topovi so do danes ostali nedotaknjeni in jih je še danes možno videti. Gre za dva mornariška topova BL 5.5 inch Mark I, ki so ju leta 1938, med posodobitvijo na Malti, odstranili iz bojne ladje HMS Hood.

### Povojna vojaška uporaba
Z razmahom hladne vojne in vesoljske tekme so se Američani vrnili na otok. Zračno oporišče Wideawake so v šestdesetih letih dvajsetega stoletja precej razširili. Letališko stezo z nenavadno grbo so podaljšali in razširili ter jo prilagodili tako, da so na njej lahko pristajala tudi večja in težja letala. Kasneje so jo usposobili kot rezervno pristajalno stezo za vesolji čolniček (Space Shuttle), ki pa tam nikoli ni pristal. Ameriške letalske sile so imele na otoku postaje za slednje raketam. Svojo sledilno postajo je leta 1967 tja postavil tudi NASA. Delovale so več kot dvajset let nato pa jo je zaprla leta 1990. Med hladno vojno sta na otoku delovali tudi postaji za elektronko vohunjene ameriške NSA in britanske GCHQ. Na otoku ima svoje objekte in naprave Evropska vesoljska agencija, z njimi spremlja rakete Ariane. Leta 1966 so za potrebe BBC na otoku postavili radio-relejni kratko valovni oddajnik, ki z radijskim signalom pokriva Afriko in Južno Ameriko.
Med falklandsko vojno leta 1982 je britanska vojska otok uporabila kot vmesno postajo in letalsko oporišče. Na otoku so bila nameščena bombniška letala Avro Vulcan in zračni tankerji Handley Page Victor s katerimi so v operaciji Black Buck napadli 12.200 km oddaljene argentinske položaje na Falklandskih otokih. Z zračnim mostom je RAF oskrboval bojno skupino na poti proti Falklandskim otokom. Z več kot 400 poleti na dan je bilo letališče Widewake za kratek časa eno najbolj prometnih letališč na svetu. Pred odhodom proti Falklandskim otok se je pri otoku zbrala celotna bojna flota in se oskrbela z gorivom in drugimi potrebščinami. Po koncu vojne je Velika Britanija ohranila povečano vojaško navzočnost na otoku in ustanovila letalsko bazo RAF Ascension Island. Ta zagotavlja postanke in oskrbo z gorivom letalom, ki letijo na poti RAF Brize Norton (Velika Britanija, Oxfordshire) in RAF Mount Pleasent (Falklandski otoki).

### Danes
Od leta 2004 poročajo, da na otoku na Cat Hill deluje postaja za prestrezanje radijskih signalov britanske GCHQ. NASA ima na otoku svojo opremo s katero spremlja vesoljske polete.
Leta 2008 so britanski diplomati na Komisiji Združenih narodov za meje kontinentalnega pasu razglasili suverenost nad 200.000 km2 okoli otoka. To naj bi v prihodnje omogočilo raziskave ter izkoriščanje nafte, plina in mineralov.
Leta 2016 je ministrstvo združenih držav za energijo odprlo mobilno klimatsko raziskovalno postajo s katero upravlja Ustanova za merjenje atmosferskega sevanja in klimatske raziskave (Atmospheric Radiation Measurement Climate Research Facility, ARM). Postavljena je blizu jugovzhodnega kraterja južno od vrha Zelene gore. Mobilna postaja naj bi delovala do oktobra 2017.

## Geografija
Otok ima površino 88 km2. Vulkanski vrh se nahaja 100 km zahodno od srednjeatlantskega hrbta. Večji del otoka prekriva pustinja prekrita s tokovi lave in hribi iz vulkanskega pepela, odkritih je bilo 44 kraterjev vulkanskega izvora.

### Geologija
Geološko gledano je otok mlada formacija. Nastal je iz podvodnega vulkana vrh pa se je dvignil nad morsko gladino pred približno enim milijonom let. Čeprav je večina vulkanske dejavnosti na otoku povezana z srednjeatlantskim hrbtom ta izkazuje tudi nekatere značilnosti, ki so podobne vročim točkam. Videti je, da je to posledica manjšega magmatskega ognjišča, ki se je formiral pod srednjeatlantskim hrbtom medtem ko se je ta premikal proti vzhodu, pri tem pa je osnovno ognjišče ostalo na sedanji lokaciji zahodno od grebena. Zadnji izbruh se je zgodil v 16, stoletju. Zaradi mladosti otoka je večina zemlje iz klinkerja.
Otok je sestavljen iz širokega nabora alkalnih kamnin kar je atipično za vulkanske otoke. Na otoku se tako nahajajo kamnine od bazalta vse do trahita in riolita.

### Podnebje
Otok ima vročo puščavsko klimo (BWh, po Koppenovi lestvici). Temperaturni razpon na obali se razteza od 22,7 do  27,8. na najvišji točki otok je zrak hladnejši za 5 do 6 stopinj. Nevihte z dežjem se pojavljajo skozi vse leto, najbolj pogoste so med junijem in septembrom. Čeprav je otok na tropskem področju je povprečna količina padavin zelo nizka. Vzrok za to bi lahko bila nizka temperatura morja v okolici otoka kjer benguelski tok in južno ekvatorski tok tečeta proti severu na zahodni obali Afrike. Tako tako ohlajata vodo v vzhodnem delu Južnega Atlantika. V južnem Atlantskem oceanu so cikloni zelo redki če pa se pojavijo nastanejo po navadi nastanejo zaradi drugih dejavnikov kot je npr. hitro dviganje zraka.
| Podnebni podatki za Georgetown, Ascension Island | Podnebni podatki za Georgetown, Ascension Island | Podnebni podatki za Georgetown, Ascension Island | Podnebni podatki za Georgetown, Ascension Island | Podnebni podatki za Georgetown, Ascension Island | Podnebni podatki za Georgetown, Ascension Island | Podnebni podatki za Georgetown, Ascension Island | Podnebni podatki za Georgetown, Ascension Island | Podnebni podatki za Georgetown, Ascension Island | Podnebni podatki za Georgetown, Ascension Island | Podnebni podatki za Georgetown, Ascension Island | Podnebni podatki za Georgetown, Ascension Island | Podnebni podatki za Georgetown, Ascension Island | Podnebni podatki za Georgetown, Ascension Island |
| Mesec                                            | Jan                                              | Feb                                              | Mar                                              | Apr                                              | Maj                                              | Jun                                              | Jul                                              | Avg                                              | Sep                                              | Okt                                              | Nov                                              | Dec                                              | Letno                                            |
| ------------------------------------------------ | ------------------------------------------------ | ------------------------------------------------ | ------------------------------------------------ | ------------------------------------------------ | ------------------------------------------------ | ------------------------------------------------ | ------------------------------------------------ | ------------------------------------------------ | ------------------------------------------------ | ------------------------------------------------ | ------------------------------------------------ | ------------------------------------------------ | ------------------------------------------------ |
| Rekordno visoka temperatura °C                   | 31.7                                             | 31.7                                             | 31.7                                             | 32.2                                             | 31.7                                             | 30.6                                             | 30.6                                             | 28.9                                             | 28.9                                             | 28.9                                             | 30.0                                             | 30.6                                             | 32.2                                             |
| Povprečna visoka temperatura °C                  | 28.3                                             | 29.4                                             | 30.0                                             | 30.0                                             | 28.9                                             | 27.8                                             | 27.2                                             | 26.1                                             | 26.1                                             | 26.1                                             | 26.7                                             | 27.2                                             | 27.8                                             |
| Povprečna nizka temperatura °C                   | 22.8                                             | 23.9                                             | 24.4                                             | 24.4                                             | 23.9                                             | 22.8                                             | 22.2                                             | 21.1                                             | 21.1                                             | 21.1                                             | 22.2                                             | 22.6                                             | 22.7                                             |
| Rekordno nizka temperatura °C                    | 18.9                                             | 20.0                                             | 21.1                                             | 20.6                                             | 19.4                                             | 19.4                                             | 19.4                                             | 18.3                                             | 17.2                                             | 18.3                                             | 17.8                                             | 17.8                                             | 17.2                                             |
| Povprečna količina padavin mm                    | 8                                                | 10                                               | 38                                               | 30                                               | 10                                               | 15                                               | 13                                               | 10                                               | 10                                               | 13                                               | 8                                                | 8                                                | 173                                              |
| Povp. št. dni s padavinami (≥ 0.3 mm)            | 7                                                | 5                                                | 7                                                | 8                                                | 6                                                | 8                                                | 7                                                | 8                                                | 10                                               | 12                                               | 8                                                | 8                                                | 94                                               |
| Povprečna relativna vlažnost (%)                 | 74                                               | 73                                               | 73                                               | 73                                               | 70                                               | 69                                               | 69                                               | 70                                               | 73                                               | 73                                               | 72                                               | 73                                               | 72                                               |
| Povp. št. sončnih ur                             | 229                                              | 224                                              | 276                                              | 267                                              | 264                                              | 260                                              | 239                                              | 217                                              | 165                                              | 161                                              | 159                                              | 198                                              | 2.659                                            |
| Vir 1: Deutscher Wetterdienst                    |                                                  |                                                  |                                                  |                                                  |                                                  |                                                  |                                                  |                                                  |                                                  |                                                  |                                                  |                                                  |                                                  |
| Vir 2: Danish Meteorological Institute           |                                                  |                                                  |                                                  |                                                  |                                                  |                                                  |                                                  |                                                  |                                                  |                                                  |                                                  |                                                  |                                                  |

## Ekologija

### Flora
Na otoku rastejo endemične vrste rastlin: Pteris adscensionis, Asplenium ascensionis in Euphorbia origanoidis. Nekatere vrste so že izumrle: Oldenlandia adscensionis, Sporobuulis durus in Dryopteris ascensionis. Leta 2010 so našli štiri primerke rastline Anogramma ascensionis za katero so mislili, da je že izumrla. Uspelo jim je vgojiti 60 primerkov. Veliko rastlin je izumrlo zaradi pretirane peš potem ko so Portugalci v 16. stoletju tam naselili koze. Kasnejša naselitev zajcev, ovac, podgan, oslov in preko 200 tujerodnih rastlin je še dodatno obremenilo prvotno floro.
Do leta 1843 je otok prekrivalo zelo malo rastlinstva. Po tem ko so Angleži tam naselili nove rastline je Zelena gora postala eden redkih nasajenih gozdov v taki velikosti. Najvišji vrh je visok 859 m. Na otoku zelo bujno raste bambus. Eno stran gore pa prekriva Norfolški bor, ki so ga tja naselili britanski mornarji za potrebe popravila ladij. Leta 2005 so na gori odprli nacionalni park imenovan Green Mountain National Park.
Leta 1966 so inženirki BBC med gradnjo radio-relejne postaje tja naselili vrsto mehiškega trnja Prosopis juliflora s katerim so želeli vezati suho prst. Grmovje se je skozi leta razrastlo tako, da je leta 2016 štelo že preko 2016 primerkov. Širjenje grmovja je izpodrinilo druge vrste, ker se širi proti plažam že ogroža morske želve. Korenine tega drevesa lahko zrastejo tudi do 30 m globoko zato lokalne oblasti že razmišljajo o njegovi omejitve ali popolni odstranitvi z otoka.

### Favna
Večino živali so na otok naselili ljudje: osli, ovce, mačke, podgane,… Na otoku živita dve vrsti kuščarjev. Od endemičnih žuželk na otoku živi brezkrilna uš Psocopteran Troglotroctes ashmolearum, ki je bila najdena v jamah in razpokah med kamni. Poleti so velik problem muhe.
Največja domorodna živalska vrsta je kopenski rak Johngarthia lagostoma (nekdanje ime Gecarcinus lagostoma). Priobalni pas je zelo bogat z morskim življenjem. Eden najbolj prepoznaven predstavnik živalskega sveta na otoku je endemična zelena želva, ki med novembrom in majem na otoku leže jajca. Želve so pobirali do leta 1930 ko je bilo to prepovedano. Do leta 1970 se je populacija opomogla. Od leta 1970 do 2014 se je število želvjih gnezd povečalo za 500%, kar pomeni da je bilo vsako leto na plažah 24.000 gnezd.
Na vzhodni obali se nahaja ptičji otok Boatswain, ki je varno zatočišče ptičev pred podganami, mačkami in ljudmi. Leta 2006 so razglasili, da je otok Ascension očiščen mačk, od takrat naprej se je populacija ptičev razširila po celotnem otoku.

### Ptiči
Ko so leta 1815 na otok pripeljali mačke so velike kolonije ptičev začele izumirati. Ohranile so se le na težko dostopnih mestih, eno izmed takih mest je bil otok Boatswain. V dvoletni kampanji so do leta 2009 z otoka odstranili vse mačke.
Na otoku je štirinajst zatočišč za ptiče, ki jih je BirdLife International razglasil za zelo pomembne. Nahajajo se na samem otoku in na morskem območju, ki se razteza 5,6 km od obale otoka. Najbolj pomembni ptiči so: rdečekljuni tropi, endemski fregatski ptič, črni nodi in bela čigra. Otok je bil prebivališče endemične tukalice vendar so je izumrla na začetku 19. stoletja  .

## Vlada
Otok je del britanskih čezmorskih ozemelj skupaj z otokoma Sv. Helena in Tristina da Cunha. Izvršno oblast predstavlja kraljica Elizabeta II, ki jo na otoku predstavlja guverner prekomorskega ozemlja Sv. Helena, Ascension in Tristina da Cubha. Ker ima guverner sedež v Jamestownu na otoku Sv. Helena ga na otoku Ascension predstavlja administrator, ki ga imenuje guverner.
Zaradi sprememb v ustavni ureditvi otoka Ascension je bil izvoljen sedemčlanski svet, ki je začel delovati 1. novembra 2002. Svet je bil 24. oktober|24. oktobra]] 2005 razpuščen na zahtevo guvernerja Sv. Helene. 16. novembra so bile izpeljane nove volitve na katerih je 697 volivcev izbiralo med 10 kandidati za 7 sedemčlanski svet.
Januarja 2007 je šest članov sveta odstopilo zaradi nerazumevanja demokratične ureditev in nenavadnega političnega sistema na otoku. Aprila 2008 so bile izpeljane nove volitve, pogajanja so trajala do oktobra. Novi otoški svet je prisegel 27. oktobra 2008.
Otok ima svoje lokalne zakone, ki so podobni zakonom z otoka Sv. Helena in nekaterim britanskim zakonom z določenimi lokalnimi prilagoditvami. Otoški svet svetuje pri sprejetju novih zakonih in pri spremembah starih zakonov. Kjer lokalna pravila oz. zakoni ne obstajajo se uporablja zakon iz Sv. Helene, ki se temu primerno prilagodi lokalnim razmeram ali pa se spiše nov zakon samo za otok Ascension. Delovna zakonodaja je mešanica pogodbenega prava in delovnega varstvenega odloka, ki zagotavlja pogodbo in delodajalce zavezuje da zagotovijo brezplačno nastavitev, zdravstveno zavarovanje, hrano in možnost potovanja.
Ustavni red otoka Sv. Helena, Ascension in Tristan da Cunha je sprejela britanska kraljica in svet 8. julija 2009 in je začela veljati septembra 2009. Nova ustava je nadomestila staro iz leta 1988, ki poleg drugih sprememb omejujejo moč guvernerja, vključuje listino o pravicah, vzpostavlja neodvisno sodstvo in javno službo ter imenuje guvernerja. S tem se je končalo pravna odvisnost od otoka Sv. Helena, ki je trajala od leta 1922.

## Demografija
Po podatkih iz leta 2016 je na otoku živelo 806 ljudi, 556 jih je bilo z otoka Sv. Helena  250 jih je bilo druge narodnosti. Kraljeve letalske sile (RAF) ima na otoku 17 uslužbencev. Na otoku nikoli ni bilo avtohtonih prebivalcev.
Na otoku je pet naselij:
- Georgetown (glavno naselje in prestolnica otoka)
- Two Boats (civilna vas s šolo)
- Cat Hill (glavna baza ZDA na otoku)
- Traveller's Hill (baza RAF)
- Wideawake Airfield (letališče z postajo RAF)

Na zeleni gori se nahaja nekaj koč, ki jih občasno naseljujejo obiskovalci. Tam se nahaja tudi rezidenca administratorja otoka.
Na otok je mogoče priti le z dovoljenjem administratorja. Na otoku ni stalnega naselja. Pogodba o zaposlitvi je pogoj za bivanje na otoku. Za krajši čas lahko otok obiščejo tudi turisti in ostali obiskovalci vendar potrebujejo predhodno dovoljenje. Čeprav so v preteklosti potekale razprave o možnosti lastništva in nakupa zemlje je britanska vlada potrdila, da na otoku ne velja t.i. pravica bivanja.

## Kultura
Na otoku delujeta skavtska in taborniška skupina Sv. Helena in Ascension. Skavti so na otoku začeli delovati novembra 1973, na Sv. Heleni pa so bili prisotni že od leta 1912. Two Boats School je ednina šola na otoku in zagotavlja šolanje otrok med 3 in 16 letom.

## Ekonomija
Glavna gospodarska dejavnost na otoku je skoncentrirana okoli letališča Wideawake in radiorelejne postaje BBC. Za vojaške objekte skrbi pogodbeni izvajalec Interserve Defence. Podjetje Serco skrbi za delovanje letališča Sodexo pa za ketering in objekte. Včasih je bil pred obalo zasidran 70.000 tonski tanker podjetja Maersk v katerem so skladiščili gorivo. Leta 2002 ga je zamenjalo obalno skladišče goriva s katerim opravlja vojska. Po pogodbi gorivo dostavlja čarterski tanker Maersk Repier na vsake dva meseca. Gorivo se prečrpava preko cevi ki povezuje ladjo tanker in skladišča goriva na kopnem.
Glavni izvozni artikel otoka je poštna znamka otoka Ascension, spominski kovanci in ribiške licence. Kot izvozni artikel se uporablja tudi domena .ac, ki jo uporabljajo manjše izobraževalne ustanove in muzeji v Veliki Britaniji zaradi svoje podobnosti z domeno ac.uk, ki je rezervirana za uveljavljene izobraževalne ustanove v Veliki Britaniji.

### Turizem in sorodne dejavnosti
Zaradi težke dostopnosti in težav pri namestitvi obiskovalcev turizem do leta 2002 skoraj ni obstajal. V zadnjih letih RAF omogoča omejeno potovanje z letalom, odprli pa so tudi Georgetown Obsidian Hotel in številne hiše za goste. Pred potovanjem morajo gostje potrebujejo dovoljenje. Glavna atrakcija za obiskovalce je športni ribolov. Otok se ponaša s tem, da ima najslabše golf igrišče na svetu.

### Komunikacije
Zaradi svojega položaja sredi Atlantika otok gosti številne radijske in radio-relejne postaje. Na otoku imata svoje komunikacijske objekte BBC in Cabel&Wireless Worldwide (v lasti Vodafone od leta 2012). Evropska vesoljska agencija ima na otoku postajo za sledenje raketam Ariane 5 in Sojuz potem ko te izstrelijo iz Kouroua v Francoski Gvajani.
Otok ima lastno radijsko postajo ter postajo z otoka Sv. Helena. Prav tako sprejema program od BFBS (British Forces Broadcasting Service, radijski in televizijski program ki ga zagotavlja britanska vojska) ter televizijski programe za vojsko ZDA.
Otok ima mednarodno telefonsko klicno številko +247, od 1. junija 2015 ima petmestne številke.
Sredi dvajsetega stoletja je imela NASA na otoku številne komunikacijske antene. Otok je bil izbran zaradi osrednje lokacije v Atlantiku in bližine ekvatorja vzdolž katerega potekajo številne orbitalne poti satelitov.

### Bančništvo in denar
Na otoku deluje podružnica Banka Sv. Helena, ta ima račun pri britanski banki Lloyds za opravljanje denarnih prenosov s tujino. Na otoku se uporablja denar funt Sv. Helene medtem ko na otoku Tristian da Cubha raje uporabljajo funt šterling. Za kovance funta Sv. Helene navajajo, da so namenjeni uporabi na otokih Sv. Helena in Ascension otoka Tristian da Cunha pa ne omenjajo.

## Transport
Leta 2003 sta britanska in ameriška vladaali sporazum Wideawake s katerim so omogočili, da na otoku lahko pristane omejeno številno civilnih letal pod nadzorom Velike Britanije.
Zaradi slabega stanja letališke steze so aprila 2017 preklicali vse polete v Veliko Britanijo in na Falklandske otoke, ki so potekali dvakrat na teden. Polete je v imenu Ministrstva za obrambo Velike Britanije izvajala letalska družba AirTanker z letalom Airbus A330. Ministrstvo za obrambo je tako vzdrževalo redno letalsko linijo med Veliko Britanijo in Falklandskimi otoki, poimenovano South Atlantic Air Bridge (Južnoatlantski zračni most). Čeprav je bila letalska linija prvotno namenjena vojaškemu in vladnemu osebju je bilo mogoče kupiti tudi komercialne letalske karte. Let zdaj poteka preko Zelenortskih otokov.
Čeprav britansko letalo A330 za zadaj ne more pristati na letališču, ameriška vojska za svoje osebje uporablja letala Boeing 757 letalske družbe ATI (Air Transport International), ki dvakrat mesečno leti med otokom in letalsko bazo Patrick na Floridi. Letalo se uporablja izključno za prevoz oseb ves ostali transport poteka preko tovorne ladje MV Ascension.
Velika Britanija za transport svojega osebja uporablja letala C-17 Globemasterki tja letijo enkrat mesečno.
Na otoku ni taksi službe zato mora večina obiskovalcev najeti avto. Na otoku je okoli 40 km asfaltiranih cest. Nekatere so bile zgrajene iz presežnega asfalta, ki je ostal po gradnji letališča. Vozi se po levi strani.